# Ludność Szydłowca
Rozwój demograficzny Szydłowca związany jest nieodłącznie z wcielaniem pogranicznych wsi i tym samym z rozwojem terytorialnym miasta.

## Historia

### Początki
Od uzyskania w 1427 roku praw miejskich, miasto Szydłowiec powiększało kilkakrotnie swoją powierzchnię. Początkowo Szydłowiec był grodem w rozlewiskach Korzeniówki, następnie obok grodu założono wieś służebną Szydłowiec (Od XVI wieku zwana Starą Wsią). Kiedy wieś służebna przeludniła się założono osadę targową, kilkaset metrów na wschód i nadano jej tę samą nazwę.

### Rozwój za czasów Mikołaja Szydłowieckiego
Pierwszego poszerzenia granic miasta dokonał Mikołaj Szydłowiecki, drogą wykupu, na początku XVI wieku. Przed 1529 rokiem powstaje nowa dzielnica zwana Skałką, rozciągająca się w kierunku północnym wzdłuż traktu do Skrzynna i Radomia po ulicę Zamkową. Miała ona plac targowy zwany Rynkiem Skałecznym (obecnie pl. Marii Konopnickiej), odciążający rynek miasta lokacyjnego.
Dzięki uzyskanemu od Zygmunta Starego przywilejowi na skład żelaza produkowanego na ziemi sandomierskiej, dającemu monopol na hurtowy handel tym towarem w północnej części Małopolski, powstał trzeci rynek (obecnie pl. Wolności) dla przechowywania i sprzedaży tego surowca. Zlokalizowano go u zbiegu drogi radomskiej i skrzyńskiej i nazwano Składowym. Z czasem Składów rozrósł się a Rynek zaczęto zwać Słomianym.
Równocześnie z ekspansją miasta w kierunku północnym postępowała zabudowa terenów na południe od rynku, wzdłuż dróg prowadzących do Iłży i Wąchocka stanowiących własność kościelną. Dzielnice zwano Plebańską a Rynek Proboszowskim albo Plebanim.

### Kontynuacja rozwoju przez Radziwiłłów
Za czasów Mikołaja Radziwiłła Czarnego w Szydłowcu istniała gmina protestancka, o czym świadczy obecność duchownych stwierdzona w 1563 roku, jednak protestantyzm nie natrafił na podatny grunt wśród szydłowieckich parafian. Mikołaj w marcu 1564 zamknął kościół farny, uniemożliwiając odprawianie nabożeństw. Nie zamienił jednak kościoła na zbór. Kościół otworzył syn Mikołaja „Czarnego” Mikołaj Krzysztof Radziwiłł Sierotka, kilka lat po śmierci ojca. Szydłowiec był wówczas średniej wielkości miastem, liczącym nieco ponad 1000 mieszkańców.
Mieszczaństwo Szydłowca było, podobnie jak w innych miastach, zróżnicowane społecznie i majątkowo. Najbogatszą warstwę stanowił patrycjat. Jego przedstawiciele zwani „sławetnymi” piastowali najwyższe urzędy: wójta, burmistrza i ławników. W XVII wieku do najbogatszych patrycjuszy należał kupiec Antoni Piwonja Omiecki, posiadający 3 domy, rozległe pola uprawne i 26 sztuk bydła; Szkocka rodzina Russelów posiadała 2 kamienice oraz folwark.
Najliczniejszą grupę tworzyło silnie zróżnicowane majątkowo pospólstwo obywateli miejskich złożone z rzemieślników, kramarzy oraz mieszczan uprawiających rolę. Grupa najuboższa, pozbawioną praw miejskich, stanowili komornicy, czeladnicy, służba domowa i wyrobnicy oraz ludzie „luźni”, przeważnie wędrowni chłopi.
W XVII i XVIII wieku ludność Szydłowca dziesiątkowały szalejące co kilkanaście lat zarazy (np. w latach 1625, 1642–1643, 1653–1654), które spowodowały gwałtowny spadek liczby mieszkańców. Uwikłanie Rzeczypospolitej w latach 1648–1717 w ustawiczne wojny, a zwłaszcza w wojnę ze Szwecją w latach 1655–1660, choć nie przynosiły miastu bezpośrednich zniszczeń, sprowadziły jednak upadek. Miary nieszczęść dopełniły skutki wojen domowych oraz wojny północnej (1702–1721). Spowodowały one katastrofalne wyludnienie miasta (około 90%) i ruinę majątkową mieszkańców. Większość placów stała się pustką, wiele domów zostało uszkodzonych, zrujnowanych i spustoszonych.

### Mniejszości
W I połowie XVII wieku w Szydłowcu istniała kolonia włoska o czym świadczą nazwiska np. budowniczych i kamieniarzy; w 1610 roku burmistrzem był Albrecht Fodyga, brat stryjeczny budowniczego ratusza.
Od lat 70. XVI wieku poświadczona jest obecność Szkotów, przybywających do Polski ze względów ekonomicznych; źródła wymieniają majętnych Russelów, Sanxterów, Nernów, Mangwillanów. Większość imigrantów zaczynała swą karierę w Polsce od drobnego handlu, dochodząc czasem do znacznego majątku. Do połowy XVII wieku w Szydłowcu mieszkało sporo Szkotów i Włochów, odgrywających ważną rolę w życiu gospodarczym miasta.
Najstarsza wzmianka o Żydach szydłowieckich pochodzi z 1584 roku. Do połowy XVII wieku wzmianki o ludności starozakonnej w moście są nieliczne. Krzysztof Dumała wysunął przypuszczenie, że masowy napływ Żydów do Szydłowca miał miejsce w drugiej połowie XVII wieku, kiedy to osiedlili się tu starozakonni uciekający z objętych powstaniem Chmielnickiego z terenów Rusi Czerwonej, Wołynia, Podola i Ukrainy. Autor nie przytacza jednak żadnych argumentów przemawiających za tą hipotezą. W 1711 roku właściciel Szydłowca wystąpił do biskupa krakowskiego z prośbą o wyrażenie zgody na budowę bożnicy w Szydłowcu.

## Ludność
Poniższa tabelka przedstawia rozwój demograficzny Szydłowca w latach 1401–2008.
| Rok  | Liczba ludności |
| ---- | --------------- |
| 1401 | ~250            |
| 1501 | ~500            |
| 1601 | ~1 500          |
| 1626 | ~1 100          |
| 1662 | ~1 000          |
| 1787 | 1169            |
| 1816 | 1565            |
| 1819 | 2377            |
| 1822 | 2789            |
| 1825 | 2855            |

| Rok  | Liczba ludności |
| ---- | --------------- |
| 1826 | 2890            |
| 1827 | 3160            |
| 1828 | 3314            |
| 1829 | 3315            |
| 1830 | 3277            |
| 1831 | 3082            |
| 1832 | 2866            |
| 1833 | 2877            |
| 1834 | 3183            |
| 1835 | 3072            |

| Rok  | Liczba ludności |
| ---- | --------------- |
| 1836 | 3170            |
| 1838 | 3166            |
| 1839 | 3410            |
| 1841 | 3752            |
| 1845 | 3751            |
| 1849 | 3784            |
| 1860 | 3987            |
| 1863 | 4039            |
| 1865 | 4863            |
| 1914 | 7958            |

| Rok  | Liczba ludności |
| ---- | --------------- |
| 1921 | 7232            |
| 1931 | 10 590          |
| 1946 | 4010            |
| 1950 | 4104            |
| 1993 | 12 557          |
| 1994 | 12 766          |
| 1995 | 12 838          |
| 1996 | 12 898          |
| 1997 | 12 989          |
| 1998 | 12 966          |

| Rok  | Liczba ludności |
| ---- | --------------- |
| 1999 | 12 998          |
| 2000 | 13 021          |
| 2001 | 12 950          |
| 2002 | 12 860          |
| 2003 | 12 780          |
| 2004 | 12 714          |
| 2005 | 12 657          |
| 2006 | 12 579          |
| 2007 | 12 551          |
| 2012 | 12 142          |

## Wiek i płeć
Poniższa tabelka przedstawia strukturę wieku i płci ludności Szydłowca w 2007 roku.
| Wiek    | Mężczyźni | Kobiety | Ogółem |
| ------- | --------- | ------- | ------ |
| 0–2 lat | 190       | 174     | 364    |
| 3       | 60        | 55      | 115    |
| 4-5     | 126       | 116     | 242    |
| 6       | 71        | 55      | 126    |
| 7       | 56        | 52      | 108    |
| 8-12    | 324       | 299     | 623    |
| 13-15   | 242       | 215     | 457    |
| 16-17   | 200       | 173     | 373    |
| 18      | 96        | 74      | 170    |
| 19-65   | 4396      | b.d.    | 4396   |
| 19-60   | b.d.      | 4251    | 4251   |
| >65     | 403       | b.d.    | 403    |
| >60     | b.d.      | 923     | 923    |
| Ogółem  | 6164      | 6387    | 12551  |

## Stan obecny

### Religia
Większość mieszkańców miasta to katolicy wyznania rzymskokatolickiego, jednak zapiski parafialne informują o rodzinach mariawickich i prawosławnych. Nieliczny odsetek ludności stanowią Świadkowie Jehowy.
W Szydłowcu mieści się siedziba dekanatu szydłowieckiego grupującego kilka okolicznych parafii w tym tutejszą parafię św. Zygmunta. W mieście znajduje się cmentarz parafialny. Mają tutaj placówkę siostry michalitki. Szydłowiec poza parafią św. Zygmunta przynależy do parafii Narodzenia NMP w Szydłówku, która swym zasięgiem obejmuje os. Wschód, a także do parafii MB Nieustającej Pomocy w Hucie, do której przynależy ulica Sosnowa.
Szydłowiec w XVIII, XIX oraz początkach XX wieku był dużym skupiskiem żydowskim. Mieściły się tutaj dwie synagogi: garbarska oraz publiczna przy której istniała jedna z większych w Polsce nekropoli żydowskich – Kirkut Szydłowiecki. W historii Szydłowca wymienia się jeszcze jeden kościół mianowicie kościół szpitalny św. Ducha i św. Anny, który spłonął w pożarze miejskim pod koniec XIX wieku.

### Narodowość
Od XVI do 3 dekady XX wieku, miasto było ośrodkiem życia kulturalnego wielu mniejszości narodowych, a mianowicie Litwinów, Włochów, Niemców, Żydów, Szkotów i Romów. Żydzi i Szkoci zajmowali się zazwyczaj handlem, Włosi kamieniarstwem oraz projektowaniem. W 1819 roku, Żydzi stanowili 60% ludności miasta. Żydzi zamieszkiwali miasto do czasów II wojny światowej, po wojnie najliczniejszą mniejszością byli Romowie. Romowie do dziś zamieszkują znaczną część Podgórza. Obecna struktura narodowościowa nie jest zbytnio zróżnicowana. Większość mieszkańców stanowią Polacy, pierwszą mniejszością narodową są Romowie, żyją tu też pojedynczy Arabowie oraz przedstawiciele narodów byłego ZSRR.
Litwini w Szydłowcu pojawiają się za czasów Radziwiłłów, wtedy to pełnili liczne funkcje dworskie i służebne. Litwini byli mniej opłacani niż Polacy dlatego Radziwiłłowie woleli zatrudniać Litwinów a swojej włości – Szydłowcu. O obecności Litwinów świadczy nagrobek w szydłowieckiej farze, w kaplicy Matki Boskiej.